# Shane Vereen
Shane Patrick-Henry Vereen (Valencia, 2 marzo 1989) è un giocatore di football americano statunitense che gioca nel ruolo di running back per i New York Giants della National Football League (NFL). Fu scelto nel corso del secondo giro (56º assoluto) del Draft NFL 2011 dai New England Patriots. Al college ha giocato a football coi California Golden Bears.

## Carriera professionistica

### New England Patriots
Vereen fu scelto nel corso del secondo giro del Draft 2011 dai New England Patriots. Nella sua stagione da rookie disputò cinque partite, nessuna delle quali come titolare, segnando un touchdown su una corsa da 4 yard il 21 novembre nella vittoria 34-3 contro i Kansas City Chiefs.
Nella settimana 8 della stagione 2012, i Patriots vinsero nettamente contro i St. Louis Rams nella cornice speciale dello Wembley Stadium a Londra con Vereen che segnò il secondo touchdown della carriera.
Dopo aver segnato cinque touchdown totali in tutta la carriera, nel divisional round dei playoff Vereen ne segnò tre (uno su corsa e due su ricezione) coi Patriots che batterono facilmente gli Houston Texans. Shane divenne il terzo giocatore nella storia dei Patriots a segnare tre TD in una gara di playoff dopo Curtis Martin e Rob Gronkowski.
Nella prima gara della stagione 2013, Vereen guidò i Patriots con 101 yard corse nella vittoria sui Buffalo Bills. Il primo touchdown lo segnò nella vittoria in rimonta della settimana 14 sui Cleveland Browns.
Vereen aprì la stagione 2014 segnando un touchdown contro i Dolphins ma a sorpresa i Patriots uscirono battuti. Nella settimana 7 per la prima volta segnò due touchdown su ricezione nella stessa partita, nella vittoria della gara del giovedì notte sui Jets.

### New York Giants

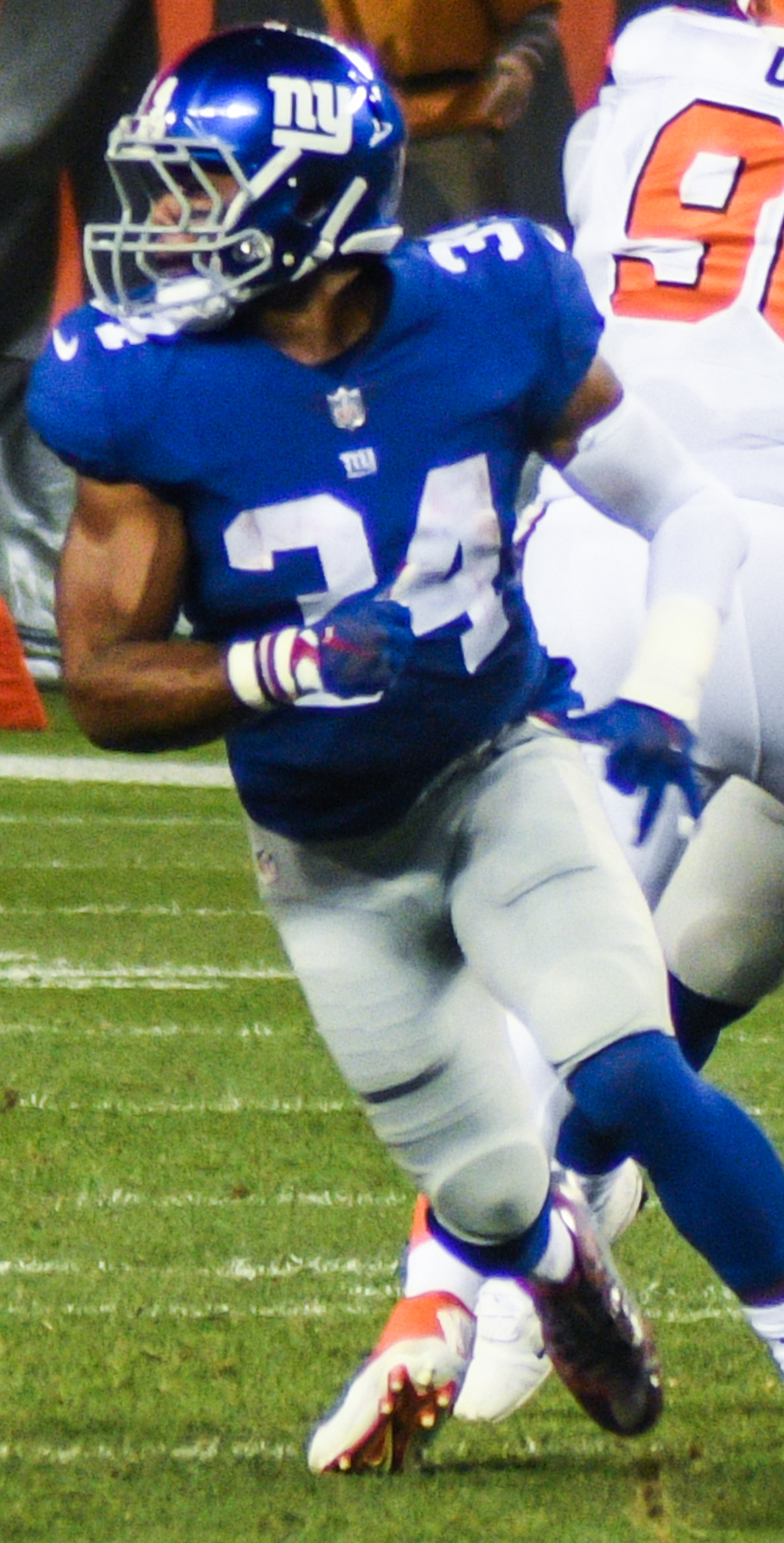
Vereen con i Giants

Il 10 marzo 2015, Vereen firmò coi New York Giants. Nella prima stagione con la nuova maglia corse i nuovi primati personali di yard (495) e touchdown (4). Il 27 settembre 2016 fu inserito in lista infortunati per un infortunio al tricipite. Tornò nel roster attivo il 10 dicembre prima di una gara coi Cowboys ma dieci giorni dopo si infortunò nuovamente al tricipite, chiudendo la sua stagione.

## Palmarès

### Franchigia
- Super Bowl : 1

New England Patriots: XLIX
- American Football Conference Championship: 1

New England Patriots: 2014

## Statistiche
| Partite totali      | 42  |
| Partite da titolare | 8   |
| Yard su corsa       | 907 |
| Touchdown su corsa  | 7   |

Statistiche aggiornate alla stagione 2014